# Élections départementales de 2015 dans la Haute-Vienne
Les élections départementales ont lieu les 22 et 29 mars 2015.

## Contexte départemental

### Assemblée départementale sortante
Avant les élections, le conseil général de la Haute-Vienne est présidé par Marie-Françoise Pérol-Dumont (PS). Il comprend 42 conseillers généraux issus des 42 cantons de la Haute-Vienne. Après le redécoupage cantonal de 2014, ce sont 42 conseillers départementaux qui seront élus au sein des 21 nouveaux cantons de la Haute-Vienne.

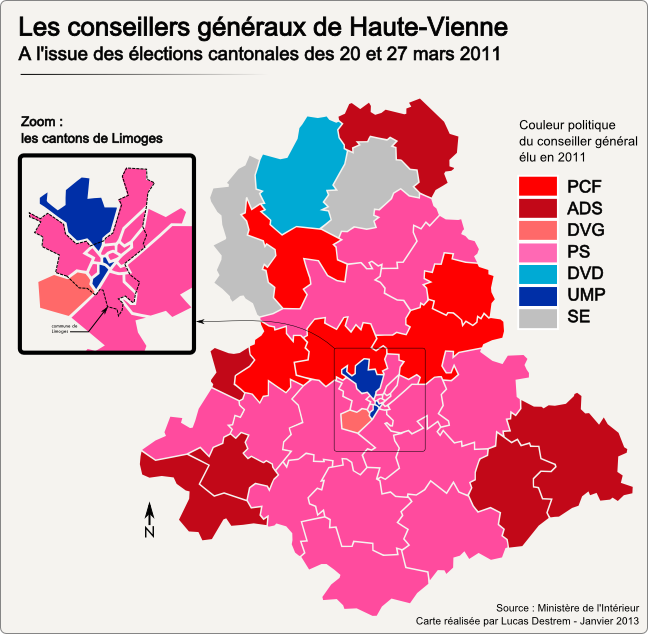
Carte des cantons à l'issue des élections cantonales de 2011

| Parti                                | Sigle | Sigle | Élus |
| ------------------------------------ | ----- | ----- | ---- |
| Majorité (37 sièges)                 |       |       |      |
| Parti socialiste                     |       | PS    | 24   |
| Alternative démocratie socialisme    |       | ADS   | 6    |
| Parti communiste français            |       | PCF   | 5    |
| Divers gauche                        |       | DVG   | 1    |
| Sans étiquette                       |       | SE    | 1    |
| Opposition (5 sièges)                |       |       |      |
| Union pour un mouvement populaire    |       | UMP   | 2    |
| Divers droite                        |       | DVD   | 1    |
| Sans étiquette                       |       | SE    | 1    |
| Union des démocrates et indépendants |       | UDI   | 1    |
| Président du conseil général         |       |       |      |
| Marie-Françoise Pérol-Dumont (PS)    |       |       |      |

### Assemblée départementale élue
| Parti                                | Sigle | Sigle | Élus |
| ------------------------------------ | ----- | ----- | ---- |
| Majorité (30 sièges)                 |       |       |      |
| Parti socialiste                     |       | PS    | 24   |
| Alternative démocratie socialisme    |       | ADS   | 3    |
| Divers gauche                        |       | DVG   | 2    |
| Parti communiste français            |       | PCF   | 1    |
| Opposition (12 sièges)               |       |       |      |
| Union pour un mouvement populaire    |       | UMP   | 6    |
| Divers droite                        |       | DVD   | 3    |
| Union des démocrates et indépendants |       | UDI   | 2    |
| Mouvement démocrate                  |       | MoDem | 1    |
| Président du conseil départemental   |       |       |      |
| Jean-Claude Leblois (PS)             |       |       |      |

## Résultats à l'échelle du département

### Résultats par nuances du ministère de l'Intérieur
Les nuances utilisées par le ministère de l'Intérieur ne tiennent pas compte des alliances locales.
|             | PS                 | 36 429  | 25,54  | 53 122  | 41,31  | 22 |  |  |
|             | FG                 | 11 732  | 8,22   | 8 879   | 6,90   | 2  |  |  |
|             | DVG                | 13 008  | 9,12   | 3 914   | 3,04   | 2  |  |  |
|             | Union de la gauche | 7 595   | 5,32   | 11 527  | 8,96   | 4  |  |  |
|             | PCF                | 2 898   | 2,03   |         |        |    |  |  |
|             | EÉLV               | 1 288   | 0,90   |         |        |    |  |  |
|             | PG                 | 852     | 0,60   |         |        |    |  |  |
| Gauche      | Gauche             | 73 802  | 51,73  | 77 442  | 60,21  | 30 |  |  |
|             |                    |         |        |         |        |    |  |  |
|             | Union de la droite | 12 206  | 8,56   | 10 574  | 8,22   | 4  |  |  |
|             | UMP                | 7 838   | 5,49   | 8 527   | 6,63   | 4  |  |  |
|             | UC                 | 6 916   | 4,85   | 5 548   | 4,31   | 2  |  |  |
|             | DVD                | 5 426   | 3,80   | 6 306   | 4,90   | 2  |  |  |
|             | UDI                | 5 158   | 3,62   | 2 493   | 1,94   | 0  |  |  |
|             | DLF                | 767     | 0,54   |         |        |    |  |  |
| Droite      | Droite             | 38 311  | 26,86  | 33 448  | 26,00  | 12 |  |  |
|             |                    |         |        |         |        |    |  |  |
|             | FN                 | 27 915  | 19,57  | 17 710  | 13,77  | 0  |  |  |
|             |                    |         |        |         |        |    |  |  |
|             | Divers             | 2 631   | 1,84   |         |        |    |  |  |
|             |                    |         |        |         |        |    |  |  |
| Inscrits    | Inscrits           | 263 834 | 100,00 | 263 819 | 100,00 |    |  |  |
| Abstentions | Abstentions        | 111 301 | 42,19  | 115 208 | 43,67  |    |  |  |
| Votants     | Votants            | 152 533 | 57,81  | 148 611 | 56,33  |    |  |  |
| Blancs      | Blancs             | 5 597   | 3,67   | 12 351  | 8,31   |    |  |  |
| Nuls        | Nuls               | 2 939   | 1,88   | 7 660   | 5,15   |    |  |  |
| Exprimés    | Exprimés           | 142 659 | 93,53  | 128 600 | 86,53  |    |  |  |

### Analyses
Marie-Françoise Pérol-Dumont, membre du PS, à la tête de l'assemblée départementale depuis 2004, ne se représente pas. À l'issue du second tour, dans un contexte national difficile marqué par la perte de nombreux départements, la gauche socialiste conserve largement la majorité, mais fait face à une hausse de la droite, qui progresse de sept sièges, aux dépens de la gauche. À noter que dans deux cantons (Limoges-5 et Limoges-9), le binôme de droite, pourtant qualifié, ne dépose pas sa candidature pour le second tour, l'un par oubli, l'autre pour raisons de santé. En dépit de scores notables, l'alliance entre Front de gauche et écologistes ne remporte que deux cantons. Le Front national, qui progresse notablement est présent dans huit cantons au second tour, mais ne remporte aucun siège, réalisant de 27 à 39 % des voix chaque fois.
L'élection du nouveau président du département a lieu le 2 avril 2015, et porte Jean-Claude Leblois à la tête de l'institution.

### Résultats par canton
| Canton                     | Conseiller sortant            | Parti                     | Parti       | Conseiller élu                 | Parti           | Parti           |
| -------------------------- | ----------------------------- | ------------------------- | ----------- | ------------------------------ | --------------- | --------------- |
| Aixe-sur-Vienne            | Patrick Servaud*              |                           | PS          | Sylvie Achard                  |                 | PS              |
| Aixe-sur-Vienne            | Patrick Servaud*              | Philippe Barry            | PS          |                                | PS              |                 |
| Ambazac                    | Josette Libert*               |                           | PCF         | Alain Auzemery                 |                 | PS              |
| Ambazac                    | Josette Libert*               | Brigitte Lardy            | PCF         |                                | PS              |                 |
| Bellac                     | Claude Peyronnet*             |                           | PCF         | Martine Fredaigue-Poupon       |                 | DVG             |
| Bellac                     | Claude Peyronnet*             | Stéphane Veyriras         | PCF         |                                | PS              |                 |
| Bessines-sur-Gartempe      | Bernard Brouille*             |                           | PS          | Canton supprimé                | Canton supprimé | Canton supprimé |
| Châlus                     | Jean-Claude Peyronnet*        |                           | PS          | Canton supprimé                | Canton supprimé | Canton supprimé |
| Châteauneuf-la-Forêt       | Thierry Lafarge               |                           | ADS         | Canton supprimé                | Canton supprimé | Canton supprimé |
| Châteauponsac              | Gérard Lamardelle*            |                           | PS          | Yvonne Jardel                  |                 | DVD             |
| Châteauponsac              | Gérard Lamardelle*            | Gérard Rumeau             | PS          |                                | DVD             |                 |
| Condat-sur-Vienne          | Canton créé                   | Canton créé               | Canton créé | Annick Morizio                 |                 | PS              |
| Condat-sur-Vienne          | Canton créé                   | Canton créé               | Canton créé | Jean-Louis Nouhaud             |                 | PS              |
| Couzeix                    | Canton créé                   | Canton créé               | Canton créé | Évelyne Fontaine               |                 | UDI             |
| Couzeix                    | Canton créé                   | Canton créé               | Canton créé | Gilles Toulza                  |                 | UDI             |
| Le Dorat                   | Yvonne Jardel                 |                           | DVD         | Canton supprimé                | Canton supprimé | Canton supprimé |
| Eymoutiers                 | Michel Ponchut*               |                           | ADS         | Thierry Lafarge                |                 | ADS             |
| Eymoutiers                 | Michel Ponchut*               | Jacqueline Lhomme-Léoment | ADS         |                                | ADS             |                 |
| Laurière                   | Christian Trentalaud          |                           | PCF         | Canton supprimé                | Canton supprimé | Canton supprimé |
| Limoges-Beaupuy            | Marie-Françoise Pérol-Dumont* |                           | PS          | Canton supprimé                | Canton supprimé | Canton supprimé |
| Limoges-Carnot             | Sandrine Rotzler              |                           | PS          | Canton supprimé                | Canton supprimé | Canton supprimé |
| Limoges-Centre             | Alain Marsaud*                |                           | UMP         | Canton supprimé                | Canton supprimé | Canton supprimé |
| Limoges-Cité               | Claude Bourdeau               |                           | PS          | Canton supprimé                | Canton supprimé | Canton supprimé |
| Limoges-Condat             | Annick Morizio                |                           | PS          | Canton supprimé                | Canton supprimé | Canton supprimé |
| Limoges-Corgnac            | Jean-Jacques Dubouchaud*      |                           | PS          | Canton supprimé                | Canton supprimé | Canton supprimé |
| Limoges-Couzeix            | Marie-Claude Lainez*          |                           | UDI         | Canton supprimé                | Canton supprimé | Canton supprimé |
| Limoges-Émailleurs         | Raymond Archer                |                           | UMP         | Canton supprimé                | Canton supprimé | Canton supprimé |
| Limoges-Grand-Treuil       | Stéphane Destruhaut           |                           | PS          | Canton supprimé                | Canton supprimé | Canton supprimé |
| Limoges-Isle               | Gilles Bégout                 |                           | DVG         | Canton supprimé                | Canton supprimé | Canton supprimé |
| Limoges-La Bastide         | Gérard Granet*                |                           | PS          | Canton supprimé                | Canton supprimé | Canton supprimé |
| Limoges-Landouge           | Francis Barret*               |                           | PS          | Canton supprimé                | Canton supprimé | Canton supprimé |
| Limoges-Le Palais          | Isabelle Briquet              |                           | PS          | Canton supprimé                | Canton supprimé | Canton supprimé |
| Limoges-Panazol            | Laurent Lafaye                |                           | PS          | Canton supprimé                | Canton supprimé | Canton supprimé |
| Limoges-Puy-las-Rodas      | Gülsen Yildirim               |                           | PS          | Canton supprimé                | Canton supprimé | Canton supprimé |
| Limoges-Vigenal            | Pierre Lefort                 |                           | PS          | Canton supprimé                | Canton supprimé | Canton supprimé |
| Limoges-1                  | Canton créé                   | Canton créé               | Canton créé | Christian Hanus                |                 | UMP             |
| Limoges-1                  | Canton créé                   | Canton créé               | Canton créé | Nathalie Mézille               |                 | UMP             |
| Limoges-2                  | Canton créé                   | Canton créé               | Canton créé | Fabrice Escure                 |                 | PS              |
| Limoges-2                  | Canton créé                   | Canton créé               | Canton créé | Chérifa Tlemsani               |                 | PS              |
| Limoges-3                  | Canton créé                   | Canton créé               | Canton créé | Stéphane Destruhaut            |                 | PS              |
| Limoges-3                  | Canton créé                   | Canton créé               | Canton créé | Sandrine Rotzler               |                 | PS              |
| Limoges-4                  | Canton créé                   | Canton créé               | Canton créé | Marlène Laloge                 |                 | PS              |
| Limoges-4                  | Canton créé                   | Canton créé               | Canton créé | Pierre Lefort                  |                 | PS              |
| Limoges-5                  | Canton créé                   | Canton créé               | Canton créé | Arnaud Boulesteix              |                 | PS              |
| Limoges-5                  | Canton créé                   | Canton créé               | Canton créé | Isabelle Briquet               |                 | PS              |
| Limoges-6                  | Canton créé                   | Canton créé               | Canton créé | Raymond Archer                 |                 | UMP             |
| Limoges-6                  | Canton créé                   | Canton créé               | Canton créé | Sarah Gentil                   |                 | UMP             |
| Limoges-7                  | Canton créé                   | Canton créé               | Canton créé | Nadine Rivet                   |                 | Modem           |
| Limoges-7                  | Canton créé                   | Canton créé               | Canton créé | Rémy Viroulaud                 |                 | UMP             |
| Limoges-8                  | Canton créé                   | Canton créé               | Canton créé | Jean-Marie Bost                |                 | UMP             |
| Limoges-8                  | Canton créé                   | Canton créé               | Canton créé | Isabelle Debourg               |                 | DVD             |
| Limoges-9                  | Canton créé                   | Canton créé               | Canton créé | Gilles Bégout                  |                 | DVG             |
| Limoges-9                  | Canton créé                   | Canton créé               | Canton créé | Gulsen Yildirim                |                 | PS              |
| Magnac-Laval               | Josiane Demousseau            |                           | SE          | Canton supprimé                | Canton supprimé | Canton supprimé |
| Mézières-sur-Issoire       | Jean-Claude Bonnet*           |                           | SE          | Canton supprimé                | Canton supprimé | Canton supprimé |
| Nantiat                    | Stéphane Veyriras             |                           | PS          | Canton supprimé                | Canton supprimé | Canton supprimé |
| Nexon                      | Daniel Faucher*               |                           | PS          | Canton supprimé                | Canton supprimé | Canton supprimé |
| Nieul                      | Nancette Mazière*             |                           | PCF         | Canton supprimé                | Canton supprimé | Canton supprimé |
| Oradour-sur-Vayres         | Guy Baudrier                  |                           | PS          | Canton supprimé                | Canton supprimé | Canton supprimé |
| Panazol                    | Canton créé                   | Canton créé               | Canton créé | Laurent Lafaye                 |                 | PS              |
| Panazol                    | Canton créé                   | Canton créé               | Canton créé | Martine Nouhaut                |                 | PS              |
| Pierre-Buffière            | Jean-Louis Nouhaud            |                           | PS          | Canton supprimé                | Canton supprimé | Canton supprimé |
| Rochechouart               | Michel Fages*                 |                           | PS          | Yves Raymondaud                |                 | PS              |
| Rochechouart               | Michel Fages*                 | Jocelyne Réjasse          | PS          |                                | PS              |                 |
| Saint-Germain-les-Belles   | Marc Ditlecadet               |                           | PS          | Canton supprimé                | Canton supprimé | Canton supprimé |
| Saint-Junien-Est           | Marc Riffaud*                 |                           | PCF         | Canton supprimé                | Canton supprimé | Canton supprimé |
| Saint-Junien-Ouest         | Pierre Allard                 |                           | ADS         | Canton supprimé                | Canton supprimé | Canton supprimé |
| Saint-Junien               | Canton créé                   | Canton créé               | Canton créé | Pierre Allard                  |                 | ADS             |
| Saint-Junien               | Canton créé                   | Canton créé               | Canton créé | Sylvie Tuyéras                 |                 | PCF             |
| Saint-Laurent-sur-Gorre    | Yves Raimondaud*              |                           | PS          | Canton supprimé                | Canton supprimé | Canton supprimé |
| Saint-Léonard-de-Noblat    | Jean-Claude Leblois           |                           | PS          | Christelle Aupetit-Berthelemot |                 | DVG             |
| Saint-Léonard-de-Noblat    | Jean-Claude Leblois           | Jean-Claude Leblois       | PS          |                                | PS              |                 |
| Saint-Mathieu              | Claude Pauliat*               |                           | ADS         | Canton supprimé                | Canton supprimé | Canton supprimé |
| Saint-Sulpice-les-Feuilles | Jean-Pierre Drieux            |                           | ADS         | Canton supprimé                | Canton supprimé | Canton supprimé |
| Saint-Yrieix-la-Perche     | Monique Plazzi                |                           | PS          | Stéphane Delautrette           |                 | PS              |
| Saint-Yrieix-la-Perche     | Monique Plazzi                | Monique Plazzi            | PS          |                                | PS              |                 |

* Conseillers généraux sortants ne se représentant pas

## Résultats par canton

### Canton d'Aixe-sur-Vienne
| Candidats   | Candidats               | Partis      | Partis      | Premier tour | Premier tour | Second tour | Second tour |
| Candidats   | Candidats               | Partis      | Partis      | Voix         | %            | Voix        | %           |
| ----------- | ----------------------- | ----------- | ----------- | ------------ | ------------ | ----------- | ----------- |
| 1           | Sylvie Achard           |             | PS          | 2 916        | 33,28        | 4 222       | 51,23       |
| 1           | Philippe Barry          |             | PS          | 2 916        | 33,28        | 4 222       | 51,23       |
| 2           | Bernadette Bouyer       |             | FN          | 1 726        | 19,70        |             |             |
| 2           | Alain Combeau           |             | FN          | 1 726        | 19,70        |             |             |
| 3           | Pierre Chazelas         |             | FG          | 1 279        | 14,60        |             |             |
| 3           | Édith Valade            |             | FG          | 1 279        | 14,60        |             |             |
| 4           | René Arnaud             |             | UDI         | 2 840        | 32,42        | 4 019       | 48,77       |
| 4           | Marie-Christine Lévêque |             | UMP         | 2 840        | 32,42        | 4 019       | 48,77       |
|             |                         |             |             |              |              |             |             |
| Inscrits    | Inscrits                | Inscrits    | Inscrits    | 15 468       | 100,00       | 15 469      | 100,00      |
| Abstentions | Abstentions             | Abstentions | Abstentions | 6 157        | 39,8         | 6 168       | 39,87       |
| Votants     | Votants                 | Votants     | Votants     | 9 311        | 60,2         | 9 301       | 60,13       |
| Blancs      | Blancs                  | Blancs      | Blancs      | 330          | 3,54         | 563         | 6,05        |
| Nuls        | Nuls                    | Nuls        | Nuls        | 220          | 2,36         | 497         | 5,34        |
| Exprimés    | Exprimés                | Exprimés    | Exprimés    | 8 761        | 94,09        | 8 241       | 88,6        |

### Canton d'Ambazac
| Candidats            | Candidats             | Partis      | Partis      | Premier tour | Premier tour | Second tour | Second tour |
| Candidats            | Candidats             | Partis      | Partis      | Voix         | %            | Voix        | %           |
| -------------------- | --------------------- | ----------- | ----------- | ------------ | ------------ | ----------- | ----------- |
| 1                    | Alain Auzemery        |             | PS          | 2 134        | 26,93        | 3 471       | 44,04       |
| 1                    | Brigitte Lardy        |             | PS          | 2 134        | 26,93        | 3 471       | 44,04       |
| 2                    | Isabelle Couturier    |             | PCF         | 1 930        | 24,36        |             |             |
| 2                    | Christian Trentalaud* |             | PCF         | 1 930        | 24,36        |             |             |
| 3                    | Jean-René Huitema     |             | FN          | 2 006        | 25,32        | 2 132       | 27,05       |
| 3                    | Marie Leoment         |             | FN          | 2 006        | 25,32        | 2 132       | 27,05       |
| 4                    | Jean-Michel Bertrand  |             | UDI         | 1 853        | 23,39        | 2 278       | 28,9        |
| 4                    | Karine Delagnier      |             | UMP         | 1 853        | 23,39        | 2 278       | 28,9        |
|                      |                       |             |             |              |              |             |             |
| Inscrits             | Inscrits              | Inscrits    | Inscrits    | 14 519       | 100,00       | 14 520      | 100,00      |
| Abstentions          | Abstentions           | Abstentions | Abstentions | 6 063        | 41,76        | 5 840       | 40,22       |
| Votants              | Votants               | Votants     | Votants     | 8 456        | 58,24        | 8 680       | 59,78       |
| Blancs               | Blancs                | Blancs      | Blancs      | 315          | 3,73         | 529         | 6,09        |
| Nuls                 | Nuls                  | Nuls        | Nuls        | 218          | 2,58         | 270         | 3,11        |
| Exprimés             | Exprimés              | Exprimés    | Exprimés    | 7 923        | 93,7         | 7 881       | 90,79       |
| * conseiller sortant |                       |             |             |              |              |             |             |

### Canton de Bellac
| Candidats   | Candidats                 | Partis      | Partis      | Premier tour | Premier tour | Second tour | Second tour |
| Candidats   | Candidats                 | Partis      | Partis      | Voix         | %            | Voix        | %           |
| ----------- | ------------------------- | ----------- | ----------- | ------------ | ------------ | ----------- | ----------- |
| 1           | Marinette Martin-Spriet   |             | SE          | 918          | 12,00        |             |             |
| 1           | Alain Prevot              |             | SE          | 918          | 12,00        |             |             |
| 2           | Martine Fredaigue-Poupon  |             | DVG         | 2 135        | 27,86        | 4 523       | 63,83       |
| 2           | Stéphane Veyriras         |             | PS          | 2 135        | 27,86        | 4 523       | 63,83       |
| 3           | Jean-Jacques Gendillou    |             | DVG         | 1 495        | 19,55        |             |             |
| 3           | Patricia Marcoux Lestieux |             | DVG         | 1 495        | 19,55        |             |             |
| 4           | Serge Kolchak             |             | DVD         | 1 504        | 19,66        |             |             |
| 4           | Nathalie Villeneuve       |             | UMP         | 1 504        | 19,66        |             |             |
| 5           | Jean-Paul Berroyer        |             | FN          | 1 611        | 21,06        | 2 563       | 36,17       |
| 5           | Nathalie Gérard           |             | FN          | 1 611        | 21,06        | 2 563       | 36,17       |
|             |                           |             |             |              |              |             |             |
| Inscrits    | Inscrits                  | Inscrits    | Inscrits    | 13 592       | 100,00       | 13 592      | 100,00      |
| Abstentions | Abstentions               | Abstentions | Abstentions | 5 460        | 40,17        | 5 272       | 38,79       |
| Votants     | Votants                   | Votants     | Votants     | 8 132        | 59,83        | 8 320       | 61,21       |
| Blancs      | Blancs                    | Blancs      | Blancs      | 280          | 3,44         | 799         | 9,6         |
| Nuls        | Nuls                      | Nuls        | Nuls        | 190          | 2,34         | 435         | 5,23        |
| Exprimés    | Exprimés                  | Exprimés    | Exprimés    | 7 662        | 94,22        | 7 086       | 85,17       |

### Canton de Châteauponsac
| Candidats            | Candidats           | Partis      | Partis      | Premier tour | Premier tour | Second tour | Second tour |
| Candidats            | Candidats           | Partis      | Partis      | Voix         | %            | Voix        | %           |
| -------------------- | ------------------- | ----------- | ----------- | ------------ | ------------ | ----------- | ----------- |
| 1                    | Christèle Brunet    |             | ADS         | 1 613        | 24,66        | 3 091       | 46,31       |
| 1                    | Jean-Pierre Drieux* |             | ADS         | 1 613        | 24,66        | 3 091       | 46,31       |
| 2                    | Josiane Demousseau* |             | PS          | 1 260        | 19,26        |             |             |
| 2                    | Bernard Magnin      |             | PS          | 1 260        | 19,26        |             |             |
| 3                    | Odile Berger        |             | DVG         | 920          | 14,06        |             |             |
| 3                    | Jean-Bernard Jarry  |             | DVG         | 920          | 14,06        |             |             |
| 4                    | Ariane Chatard      |             | DLF         | 435          | 6,65         |             |             |
| 4                    | Christophe Joulia   |             | DLF         | 435          | 6,65         |             |             |
| 5                    | Yvonne Jardel*      |             | DVD         | 2 314        | 35,37        | 3 584       | 53,69       |
| 5                    | Gérard Rumeau       |             | DVD         | 2 314        | 35,37        | 3 584       | 53,69       |
|                      |                     |             |             |              |              |             |             |
| Inscrits             | Inscrits            | Inscrits    | Inscrits    | 12 473       | 100,00       | 12 471      | 100,00      |
| Abstentions          | Abstentions         | Abstentions | Abstentions | 5 368        | 43,04        | 5 242       | 42,03       |
| Votants              | Votants             | Votants     | Votants     | 7 105        | 56,96        | 7 229       | 57,97       |
| Blancs               | Blancs              | Blancs      | Blancs      | 332          | 4,67         | 322         | 4,45        |
| Nuls                 | Nuls                | Nuls        | Nuls        | 231          | 3,25         | 232         | 3,21        |
| Exprimés             | Exprimés            | Exprimés    | Exprimés    | 6 542        | 92,08        | 6 675       | 92,34       |
| * conseiller sortant |                     |             |             |              |              |             |             |

### Canton de Condat-sur-Vienne
| Candidats            | Candidats              | Partis      | Partis      | Premier tour | Premier tour | Second tour | Second tour |
| Candidats            | Candidats              | Partis      | Partis      | Voix         | %            | Voix        | %           |
| -------------------- | ---------------------- | ----------- | ----------- | ------------ | ------------ | ----------- | ----------- |
| 1                    | Aimé Labrunie          |             | FN          | 1 703        | 20,99        | 2 170       | 28,78       |
| 1                    | Liliane Martinez       |             | FN          | 1 703        | 20,99        | 2 170       | 28,78       |
| 2                    | Georges Dargentolle    |             | DVG         | 667          | 8,22         |             |             |
| 2                    | Christiane Dupuy-Raffy |             | DVG         | 667          | 8,22         |             |             |
| 3                    | Yann Dano              |             | EÉLV        | 852          | 10,50        |             |             |
| 3                    | Martine Senamaud       |             | PCF         | 852          | 10,50        |             |             |
| 4                    | Françoise Kux          |             | DVD         | 1 674        | 20,63        |             |             |
| 4                    | Christophe Sencier     |             | UMP         | 1 674        | 20,63        |             |             |
| 5                    | Annick Morizio*        |             | PS          | 3 218        | 39,66        | 5 370       | 71,22       |
| 5                    | Jean-Louis Nouhaud     |             | PS          | 3 218        | 39,66        | 5 370       | 71,22       |
|                      |                        |             |             |              |              |             |             |
| Inscrits             | Inscrits               | Inscrits    | Inscrits    | 14 798       | 100,00       | 14 783      | 100,00      |
| Abstentions          | Abstentions            | Abstentions | Abstentions | 6 130        | 41,42        | 6 007       | 40,63       |
| Votants              | Votants                | Votants     | Votants     | 8 668        | 58,58        | 8 776       | 59,37       |
| Blancs               | Blancs                 | Blancs      | Blancs      | 350          | 4,04         | 812         | 9,25        |
| Nuls                 | Nuls                   | Nuls        | Nuls        | 204          | 2,35         | 424         | 4,83        |
| Exprimés             | Exprimés               | Exprimés    | Exprimés    | 8 114        | 93,61        | 7 540       | 85,92       |
| * conseiller sortant |                        |             |             |              |              |             |             |

### Canton de Couzeix
| Candidats   | Candidats                 | Partis      | Partis      | Premier tour | Premier tour | Second tour | Second tour |
| Candidats   | Candidats                 | Partis      | Partis      | Voix         | %            | Voix        | %           |
| ----------- | ------------------------- | ----------- | ----------- | ------------ | ------------ | ----------- | ----------- |
| 1           | Sébastien Larcher         |             | PS          | 2 269        | 26,98        | 3 408       | 39,87       |
| 1           | Jany-Claude Solis         |             | PS          | 2 269        | 26,98        | 3 408       | 39,87       |
| 2           | Évelyne Fontaine          |             | UDI         | 2 782        | 33,08        | 3 443       | 40,28       |
| 2           | Gilles Toulza             |             | UDI         | 2 782        | 33,08        | 3 443       | 40,28       |
| 3           | Sandrine Dours            |             | FN          | 1 905        | 22,65        | 1 697       | 19,85       |
| 3           | Serge Lahoundère-Sourinou |             | FN          | 1 905        | 22,65        | 1 697       | 19,85       |
| 4           | Pierre Mahaut             |             | FG          | 1 453        | 17,28        |             |             |
| 4           | Colette Teillout          |             | EÉLV        | 1 453        | 17,28        |             |             |
|             |                           |             |             |              |              |             |             |
| Inscrits    | Inscrits                  | Inscrits    | Inscrits    | 15 228       | 100,00       | 15 228      | 100,00      |
| Abstentions | Abstentions               | Abstentions | Abstentions | 6 264        | 41,13        | 6 062       | 39,81       |
| Votants     | Votants                   | Votants     | Votants     | 8 964        | 58,87        | 9 166       | 60,19       |
| Blancs      | Blancs                    | Blancs      | Blancs      | 356          | 3,97         | 384         | 4,19        |
| Nuls        | Nuls                      | Nuls        | Nuls        | 199          | 2,22         | 234         | 2,55        |
| Exprimés    | Exprimés                  | Exprimés    | Exprimés    | 8 409        | 93,81        | 8 548       | 93,26       |

### Canton d'Eymoutiers
| Candidats            | Candidats                 | Partis      | Partis      | Premier tour | Premier tour | Second tour | Second tour |
| Candidats            | Candidats                 | Partis      | Partis      | Voix         | %            | Voix        | %           |
| -------------------- | ------------------------- | ----------- | ----------- | ------------ | ------------ | ----------- | ----------- |
| 1                    | Sylviane Aumonier         |             | DVG         | 636          | 7,45         |             |             |
| 1                    | Gérald Gaschet            |             | DVG         | 636          | 7,45         |             |             |
| 2                    | Nadine Barthe             |             | FN          | 1 653        | 19,37        |             |             |
| 2                    | Gaston Roux               |             | FN          | 1 653        | 19,37        |             |             |
| 3                    | Thierry Lafarge*          |             | ADS         | 2 518        | 29,51        | 3 914       | 51,83       |
| 3                    | Jacqueline Lhomme-Leoment |             | ADS         | 2 518        | 29,51        | 3 914       | 51,83       |
| 4                    | Alexandre Bara            |             | PRG         | 1 068        | 12,52        |             |             |
| 4                    | Christine de Neuville     |             | UDI         | 1 068        | 12,52        |             |             |
| 5                    | Marc Ditlecadet*          |             | DVG         | 2 657        | 31,14        | 3 637       | 48,17       |
| 5                    | Mélanie Plazanet          |             | PS          | 2 657        | 31,14        | 3 637       | 48,17       |
|                      |                           |             |             |              |              |             |             |
| Inscrits             | Inscrits                  | Inscrits    | Inscrits    | 15 731       | 100,00       | 15 732      | 100,00      |
| Abstentions          | Abstentions               | Abstentions | Abstentions | 6 436        | 40,91        | 6 785       | 43,13       |
| Votants              | Votants                   | Votants     | Votants     | 9 295        | 59,09        | 8 947       | 56,87       |
| Blancs               | Blancs                    | Blancs      | Blancs      | 436          | 4,69         | 796         | 8,9         |
| Nuls                 | Nuls                      | Nuls        | Nuls        | 327          | 3,52         | 600         | 6,71        |
| Exprimés             | Exprimés                  | Exprimés    | Exprimés    | 8 532        | 91,79        | 7 551       | 84,4        |
| * conseiller sortant |                           |             |             |              |              |             |             |

### Canton de Limoges-1
| Candidats   | Candidats                | Partis      | Partis      | Premier tour | Premier tour | Second tour | Second tour |
| Candidats   | Candidats                | Partis      | Partis      | Voix         | %            | Voix        | %           |
| ----------- | ------------------------ | ----------- | ----------- | ------------ | ------------ | ----------- | ----------- |
| 1           | Véronique Guilhat-Barret |             | PS          | 2 043        | 33,43        | 2 808       | 49,11       |
| 1           | Matthieu Parneix         |             | PS          | 2 043        | 33,43        | 2 808       | 49,11       |
| 2           | Marie Labat              |             | FG          | 775          | 12,68        |             |             |
| 2           | Florent Mignot           |             | EÉLV        | 775          | 12,68        |             |             |
| 3           | Jacques Borde            |             | FN          | 1 191        | 19,49        |             |             |
| 3           | Michèle Gazonnaud        |             | FN          | 1 191        | 19,49        |             |             |
| 4           | Christian Hanus          |             | UMP         | 2 102        | 34,4         | 2 910       | 50,89       |
| 4           | Nathalie Mezille         |             | UMP         | 2 102        | 34,4         | 2 910       | 50,89       |
|             |                          |             |             |              |              |             |             |
| Inscrits    | Inscrits                 | Inscrits    | Inscrits    | 11 579       | 100,00       | 11 579      | 100,00      |
| Abstentions | Abstentions              | Abstentions | Abstentions | 5 003        | 43,21        | 5 159       | 44,55       |
| Votants     | Votants                  | Votants     | Votants     | 6 576        | 56,79        | 6 420       | 55,45       |
| Blancs      | Blancs                   | Blancs      | Blancs      | 248          | 3,77         | 391         | 6,09        |
| Nuls        | Nuls                     | Nuls        | Nuls        | 217          | 3,3          | 311         | 4,84        |
| Exprimés    | Exprimés                 | Exprimés    | Exprimés    | 6 111        | 92,93        | 5 718       | 89,07       |

### Canton de Limoges-2
| Candidats   | Candidats        | Partis      | Partis      | Premier tour | Premier tour | Second tour | Second tour |
| Candidats   | Candidats        | Partis      | Partis      | Voix         | %            | Voix        | %           |
| ----------- | ---------------- | ----------- | ----------- | ------------ | ------------ | ----------- | ----------- |
| 1           | Chantal Lafaye   |             | FG          | 831          | 17,43        |             |             |
| 1           | Damien Marchand  |             | FG          | 831          | 17,43        |             |             |
| 2           | Angie Buisset    |             | FN          | 1 003        | 21,04        |             |             |
| 2           | Valérien Joret   |             | FN          | 1 003        | 21,04        |             |             |
| 3           | Vincent Leonie   |             | UDI         | 1 485        | 31,15        | 2 105       | 48,58       |
| 3           | Latifa Rahmaoui  |             | DVD         | 1 485        | 31,15        | 2 105       | 48,58       |
| 4           | Fabrice Escure   |             | PS          | 1 448        | 30,38        | 2 228       | 51,42       |
| 4           | Chérifa Tlemsani |             | PS          | 1 448        | 30,38        | 2 228       | 51,42       |
|             |                  |             |             |              |              |             |             |
| Inscrits    | Inscrits         | Inscrits    | Inscrits    | 9 167        | 100,00       | 9 167       | 100,00      |
| Abstentions | Abstentions      | Abstentions | Abstentions | 4 067        | 44,37        | 4 236       | 46,21       |
| Votants     | Votants          | Votants     | Votants     | 5 100        | 55,63        | 4 931       | 53,79       |
| Blancs      | Blancs           | Blancs      | Blancs      | 178          | 3,49         | 321         | 6,51        |
| Nuls        | Nuls             | Nuls        | Nuls        | 155          | 3,04         | 277         | 5,62        |
| Exprimés    | Exprimés         | Exprimés    | Exprimés    | 4 767        | 93,47        | 4 333       | 87,87       |

### Canton de Limoges-3
| Candidats            | Candidats              | Partis      | Partis      | Premier tour | Premier tour | Second tour | Second tour |
| Candidats            | Candidats              | Partis      | Partis      | Voix         | %            | Voix        | %           |
| -------------------- | ---------------------- | ----------- | ----------- | ------------ | ------------ | ----------- | ----------- |
| 1                    | Sylvie Filipe Da Silva |             | FG          | 980          | 16,63        |             |             |
| 1                    | Pierre-Édouard Pialat  |             | FG          | 980          | 16,63        |             |             |
| 2                    | Vincent Jalby          |             | MoDem       | 1 783        | 30,26        | 2493        | 45,97       |
| 2                    | Annie Schwaederle      |             | UDI         | 1 783        | 30,26        | 2493        | 45,97       |
| 3                    | Philippe Cadeo         |             | FN          | 1 006        | 17,07        |             |             |
| 3                    | Anne Charpentier       |             | FN          | 1 006        | 17,07        |             |             |
| 4                    | Stéphane Destruhaut*   |             | PS          | 2 123        | 36,03        | 2 929       | 54,02       |
| 4                    | Sandrine Rotzler       |             | PS          | 2 123        | 36,03        | 2 929       | 54,02       |
|                      |                        |             |             |              |              |             |             |
| Inscrits             | Inscrits               | Inscrits    | Inscrits    | 10 894       | 100,00       | 10 894      | 100,00      |
| Abstentions          | Abstentions            | Abstentions | Abstentions | 4 632        | 42,52        | 4 786       | 43,93       |
| Votants              | Votants                | Votants     | Votants     | 6 262        | 57,48        | 6 108       | 56,07       |
| Blancs               | Blancs                 | Blancs      | Blancs      | 196          | 3,13         | 388         | 6,35        |
| Nuls                 | Nuls                   | Nuls        | Nuls        | 174          | 2,78         | 298         | 4,88        |
| Exprimés             | Exprimés               | Exprimés    | Exprimés    | 5 892        | 94,09        | 5 422       | 88,77       |
| * conseiller sortant |                        |             |             |              |              |             |             |

### Canton de Limoges-4
| Candidats   | Candidats              | Partis      | Partis      | Premier tour | Premier tour | Second tour | Second tour |
| Candidats   | Candidats              | Partis      | Partis      | Voix         | %            | Voix        | %           |
| ----------- | ---------------------- | ----------- | ----------- | ------------ | ------------ | ----------- | ----------- |
| 1           | Vincent Gérard         |             | FN          | 1 373        | 28,66        | 1 816       | 39,89       |
| 1           | Christine Marty        |             | FN          | 1 373        | 28,66        | 1 816       | 39,89       |
| 2           | Thomas Rainsard        |             | PCF         | 568          | 11,86        |             |             |
| 2           | Annette Vallejo        |             | FG          | 568          | 11,86        |             |             |
| 3           | Beramdane Amrouche     |             | UDI         | 1 155        | 24,11        |             |             |
| 3           | Mireille Della Giacomo |             | DVD         | 1 155        | 24,11        |             |             |
| 4           | Marlène Laloge         |             | PS          | 1 458        | 30,43        | 2 737       | 60,11       |
| 4           | Pierre Lefort          |             | PS          | 1 458        | 30,43        | 2 737       | 60,11       |
| 5           | Stéphane Bobin         |             | SE          | 237          | 4,95         |             |             |
| 5           | Geneviève Leblanc      |             | SE          | 237          | 4,95         |             |             |
|             |                        |             |             |              |              |             |             |
| Inscrits    | Inscrits               | Inscrits    | Inscrits    | 10 124       | 100,00       | 10 124      | 100,00      |
| Abstentions | Abstentions            | Abstentions | Abstentions | 4 984        | 49,23        | 4 953       | 48,92       |
| Votants     | Votants                | Votants     | Votants     | 5 140        | 50,77        | 5 171       | 51,08       |
| Blancs      | Blancs                 | Blancs      | Blancs      | 201          | 3,91         | 415         | 8,03        |
| Nuls        | Nuls                   | Nuls        | Nuls        | 148          | 2,88         | 203         | 3,93        |
| Exprimés    | Exprimés               | Exprimés    | Exprimés    | 4 791        | 93,21        | 4 553       | 88,05       |

### Canton de Limoges-5
| Candidats   | Candidats                    | Partis      | Partis      | Premier tour | Premier tour | Second tour | Second tour |
| Candidats   | Candidats                    | Partis      | Partis      | Voix         | %            | Voix        | %           |
| ----------- | ---------------------------- | ----------- | ----------- | ------------ | ------------ | ----------- | ----------- |
| 1           | Arnaud Boulesteix            |             | PS          | 2 388        | 35,96        | 3 068       | 100         |
| 1           | Isabelle Briquet             |             | PS          | 2 388        | 35,96        | 3 068       | 100         |
| 2           | Alexandre Stoichita-Papilian |             | FN          | 1 446        | 21,77        |             |             |
| 2           | Agnès Tarraso                |             | FN          | 1 446        | 21,77        |             |             |
| 3           | Christine Suberbielle        |             | UMP         | 1 519        | 22,87        |             |             |
| 3           | Mamadou Toure                |             | UMP         | 1 519        | 22,87        |             |             |
| 4           | Éveline Chartoire            |             | FG          | 1 288        | 19,39        |             |             |
| 4           | Didier Tescher               |             | EÉLV        | 1 288        | 19,39        |             |             |
|             |                              |             |             |              |              |             |             |
| Inscrits    | Inscrits                     | Inscrits    | Inscrits    | 12 423       | 100,00       | 12 423      | 100,00      |
| Abstentions | Abstentions                  | Abstentions | Abstentions | 5 341        | 42,99        | 7 369       | 59,32       |
| Votants     | Votants                      | Votants     | Votants     | 7 082        | 57,01        | 5 054       | 40,68       |
| Blancs      | Blancs                       | Blancs      | Blancs      | 237          | 3,35         | 1 461       | 28,91       |
| Nuls        | Nuls                         | Nuls        | Nuls        | 204          | 2,88         | 525         | 10,39       |
| Exprimés    | Exprimés                     | Exprimés    | Exprimés    | 6 641        | 93,77        | 3 068       | 60,7        |

### Canton de Limoges-6
| Candidats            | Candidats              | Partis      | Partis      | Premier tour | Premier tour | Second tour | Second tour |
| Candidats            | Candidats              | Partis      | Partis      | Voix         | %            | Voix        | %           |
| -------------------- | ---------------------- | ----------- | ----------- | ------------ | ------------ | ----------- | ----------- |
| 1                    | Muriel Jasniak-Laskar  |             | SE          | 214          | 4,74         |             |             |
| 1                    | Philippe Pasquet       |             | SE          | 214          | 4,74         |             |             |
| 2                    | Raymond Archer*        |             | UMP         | 2 024        | 44,8         | 2 514       | 60,92       |
| 2                    | Sarah Gentil           |             | UMP         | 2 024        | 44,8         | 2 514       | 60,92       |
| 3                    | Corinne Pago           |             | PS          | 1 083        | 23,97        | 1 613       | 39,08       |
| 3                    | Guillaume Valadas      |             | PS          | 1 083        | 23,97        | 1 613       | 39,08       |
| 4                    | Marie-Laure Guéraçague |             | EÉLV        | 573          | 12,68        |             |             |
| 4                    | Laurent Vigier         |             | FG          | 573          | 12,68        |             |             |
| 5                    | Jérémy Aycart          |             | FN          | 624          | 13,81        |             |             |
| 5                    | Magalie Crepet         |             | FN          | 624          | 13,81        |             |             |
|                      |                        |             |             |              |              |             |             |
| Inscrits             | Inscrits               | Inscrits    | Inscrits    | 8 901        | 100,00       | 8 901       | 100,00      |
| Abstentions          | Abstentions            | Abstentions | Abstentions | 4 171        | 46,86        | 4 402       | 49,46       |
| Votants              | Votants                | Votants     | Votants     | 4 730        | 53,14        | 4 499       | 50,54       |
| Blancs               | Blancs                 | Blancs      | Blancs      | 124          | 2,62         | 227         | 5,05        |
| Nuls                 | Nuls                   | Nuls        | Nuls        | 88           | 1,86         | 145         | 3,22        |
| Exprimés             | Exprimés               | Exprimés    | Exprimés    | 4 518        | 95,52        | 4 127       | 91,73       |
| * conseiller sortant |                        |             |             |              |              |             |             |

### Canton de Limoges-7
| Candidats            | Candidats        | Partis      | Partis      | Premier tour | Premier tour | Second tour | Second tour |
| Candidats            | Candidats        | Partis      | Partis      | Voix         | %            | Voix        | %           |
| -------------------- | ---------------- | ----------- | ----------- | ------------ | ------------ | ----------- | ----------- |
| 1                    | Gérard Bosselut  |             | FN          | 761          | 17,45        |             |             |
| 1                    | Dolorès Guenard  |             | FN          | 761          | 17,45        |             |             |
| 2                    | Laurence Guédet  |             | EÉLV        | 678          | 15,54        |             |             |
| 2                    | Frédéric Vialle  |             | PCF         | 678          | 15,54        |             |             |
| 3                    | Nadine Rivet     |             | MoDem       | 1 507        | 34,55        | 2 051       | 50,34       |
| 3                    | Rémy Viroulaud   |             | UMP         | 1 507        | 34,55        | 2 051       | 50,34       |
| 4                    | Claude Bourdeau* |             | PS          | 1 416        | 32,46        | 2 023       | 49,66       |
| 4                    | Huguette Tortosa |             | PS          | 1 416        | 32,46        | 2 023       | 49,66       |
|                      |                  |             |             |              |              |             |             |
| Inscrits             | Inscrits         | Inscrits    | Inscrits    | 8 363        | 100,00       | 8 363       | 100,00      |
| Abstentions          | Abstentions      | Abstentions | Abstentions | 3 744        | 44,77        | 3 825       | 45,74       |
| Votants              | Votants          | Votants     | Votants     | 4 619        | 55,23        | 4 538       | 54,26       |
| Blancs               | Blancs           | Blancs      | Blancs      | 137          | 2,97         | 259         | 5,71        |
| Nuls                 | Nuls             | Nuls        | Nuls        | 120          | 2,6          | 205         | 4,52        |
| Exprimés             | Exprimés         | Exprimés    | Exprimés    | 4 362        | 94,44        | 4 074       | 89,78       |
| * conseiller sortant |                  |             |             |              |              |             |             |

### Canton de Limoges-8
| Candidats   | Candidats               | Partis      | Partis      | Premier tour | Premier tour | Second tour | Second tour |
| Candidats   | Candidats               | Partis      | Partis      | Voix         | %            | Voix        | %           |
| ----------- | ----------------------- | ----------- | ----------- | ------------ | ------------ | ----------- | ----------- |
| 1           | Joëlle Crepet           |             | FN          | 756          | 17,49        |             |             |
| 1           | Jason-Pascal Pons       |             | FN          | 756          | 17,49        |             |             |
| 2           | Francine Aigle          |             | FG          | 614          | 14,21        |             |             |
| 2           | Jean-Louis Pages        |             | EÉLV        | 614          | 14,21        |             |             |
| 3           | Jean-Marie Bost         |             | UMP         | 1 708        | 39,52        | 2 226       | 55,64       |
| 3           | Isabelle Debourg        |             | DVD         | 1 708        | 39,52        | 2 226       | 55,64       |
| 4           | Nathalie Nathan-Denizot |             | DVG         | 1 244        | 28,78        | 1 775       | 44,36       |
| 4           | Bernard Vareille        |             | PS          | 1 244        | 28,78        | 1 775       | 44,36       |
|             |                         |             |             |              |              |             |             |
| Inscrits    | Inscrits                | Inscrits    | Inscrits    | 8 596        | 100,00       | 8 596       | 100,00      |
| Abstentions | Abstentions             | Abstentions | Abstentions | 4 034        | 46,93        | 4 155       | 48,34       |
| Votants     | Votants                 | Votants     | Votants     | 4 562        | 53,07        | 4 441       | 51,66       |
| Blancs      | Blancs                  | Blancs      | Blancs      | 129          | 2,83         | 245         | 5,52        |
| Nuls        | Nuls                    | Nuls        | Nuls        | 111          | 2,43         | 195         | 4,39        |
| Exprimés    | Exprimés                | Exprimés    | Exprimés    | 4 322        | 94,74        | 4 001       | 90,09       |

### Canton de Limoges-9
| Candidats            | Candidats             | Partis      | Partis      | Premier tour | Premier tour | Second tour | Second tour |
| Candidats            | Candidats             | Partis      | Partis      | Voix         | %            | Voix        | %           |
| -------------------- | --------------------- | ----------- | ----------- | ------------ | ------------ | ----------- | ----------- |
| 1                    | Laurence Jayat        |             | UDI         | 1 643        | 26,23        |             |             |
| 1                    | Jean-Marie Lagedamont |             | UDI         | 1 643        | 26,23        |             |             |
| 2                    | Christophe Boulin     |             | FN          | 855          | 13,65        |             |             |
| 2                    | Hélène Vanderschueren |             | FN          | 855          | 13,65        |             |             |
| 3                    | Didier Faydi          |             | FG          | 964          | 15,39        |             |             |
| 3                    | Julia Laborie         |             | EÉLV        | 964          | 15,39        |             |             |
| 4                    | Gilles Begout*        |             | DVG         | 2 803        | 44,74        | 3 367       | 100         |
| 4                    | Gulsen Yildirim       |             | PS          | 2 803        | 44,74        | 3 367       | 100         |
|                      |                       |             |             |              |              |             |             |
| Inscrits             | Inscrits              | Inscrits    | Inscrits    | 11 356       | 100,00       | 11 356      | 100,00      |
| Abstentions          | Abstentions           | Abstentions | Abstentions | 4 721        | 41,57        | 6 249       | 55,03       |
| Votants              | Votants               | Votants     | Votants     | 6 635        | 58,43        | 5 107       | 44,97       |
| Blancs               | Blancs                | Blancs      | Blancs      | 229          | 3,45         | 1 337       | 26,18       |
| Nuls                 | Nuls                  | Nuls        | Nuls        | 141          | 2,13         | 403         | 7,89        |
| Exprimés             | Exprimés              | Exprimés    | Exprimés    | 6 265        | 94,42        | 3 367       | 65,93       |
| * conseiller sortant |                       |             |             |              |              |             |             |

### Canton de Panazol
| Candidats            | Candidats        | Partis      | Partis      | Premier tour | Premier tour | Second tour | Second tour |
| Candidats            | Candidats        | Partis      | Partis      | Voix         | %            | Voix        | %           |
| -------------------- | ---------------- | ----------- | ----------- | ------------ | ------------ | ----------- | ----------- |
| 1                    | Laurent Lafaye*  |             | PS          | 2 647        | 37,98        | 3 513       | 53,1        |
| 1                    | Martine Nouhaut  |             | PS          | 2 647        | 37,98        | 3 513       | 53,1        |
| 2                    | Patricia Mariaud |             | FN          | 1 242        | 17,82        |             |             |
| 2                    | Pascal Regardin  |             | FN          | 1 242        | 17,82        |             |             |
| 3                    | Nelly Berthon    |             | FG          | 887          | 12,73        |             |             |
| 3                    | Laurent Jarry    |             | EÉLV        | 887          | 12,73        |             |             |
| 4                    | Fabien Doucet    |             | UMP         | 2 193        | 31,47        | 3 103       | 46,9        |
| 4                    | Delphine Gabouty |             | UMP         | 2 193        | 31,47        | 3 103       | 46,9        |
|                      |                  |             |             |              |              |             |             |
| Inscrits             | Inscrits         | Inscrits    | Inscrits    | 12 863       | 100,00       | 12 863      | 100,00      |
| Abstentions          | Abstentions      | Abstentions | Abstentions | 5 390        | 41,9         | 5 439       | 42,28       |
| Votants              | Votants          | Votants     | Votants     | 7 473        | 58,1         | 7 424       | 57,72       |
| Blancs               | Blancs           | Blancs      | Blancs      | 250          | 3,35         | 422         | 5,68        |
| Nuls                 | Nuls             | Nuls        | Nuls        | 254          | 3,4          | 386         | 5,2         |
| Exprimés             | Exprimés         | Exprimés    | Exprimés    | 6 969        | 93,26        | 6 616       | 89,12       |
| * conseiller sortant |                  |             |             |              |              |             |             |

### Canton de Rochechouart
| Candidats            | Candidats         | Partis      | Partis      | Premier tour | Premier tour | Second tour | Second tour |
| Candidats            | Candidats         | Partis      | Partis      | Voix         | %            | Voix        | %           |
| -------------------- | ----------------- | ----------- | ----------- | ------------ | ------------ | ----------- | ----------- |
| 1                    | Yves Raymondaud*  |             | PS          | 2 155        | 29,16        | 3 861       | 58,65       |
| 1                    | Jocelyne Rejasse  |             | PS          | 2 155        | 29,16        | 3 861       | 58,65       |
| 2                    | Guy Baudrier*     |             | PCF         | 2 030        | 27,47        |             |             |
| 2                    | Hélène Tricard    |             | PCF         | 2 030        | 27,47        |             |             |
| 3                    | Nicole Boissières |             | FN          | 1 528        | 20,67        |             |             |
| 3                    | Cyril Pradeau     |             | FN          | 1 528        | 20,67        |             |             |
| 4                    | Bruno Descubes    |             | UDI         | 1 678        | 22,70        | 2 722       | 41,35       |
| 4                    | Dominique Sauget  |             | DVD         | 1 678        | 22,70        | 2 722       | 41,35       |
|                      |                   |             |             |              |              |             |             |
| Inscrits             | Inscrits          | Inscrits    | Inscrits    | 13 184       | 100,00       | 13 181      | 100,00      |
| Abstentions          | Abstentions       | Abstentions | Abstentions | 5 241        | 39,75        | 5 394       | 40,92       |
| Votants              | Votants           | Votants     | Votants     | 7 943        | 60,25        | 7 787       | 59,08       |
| Blancs               | Blancs            | Blancs      | Blancs      | 312          | 3,93         | 605         | 7,77        |
| Nuls                 | Nuls              | Nuls        | Nuls        | 240          | 3,02         | 599         | 7,69        |
| Exprimés             | Exprimés          | Exprimés    | Exprimés    | 7 391        | 93,05        | 6 583       | 84,54       |
| * conseiller sortant |                   |             |             |              |              |             |             |

### Canton de Saint-Junien
| Candidats            | Candidats            | Partis      | Partis      | Premier tour | Premier tour | Second tour | Second tour |
| Candidats            | Candidats            | Partis      | Partis      | Voix         | %            | Voix        | %           |
| -------------------- | -------------------- | ----------- | ----------- | ------------ | ------------ | ----------- | ----------- |
| 1                    | Jessy Arnaud         |             | FN          | 1 831        | 21,29        | 2 310       | 28,53       |
| 1                    | Émilie Fournier      |             | FN          | 1 831        | 21,29        | 2 310       | 28,53       |
| 2                    | Yoann Balestrat      |             | PS          | 1 080        | 12,56        |             |             |
| 2                    | Michelle Demoulinger |             | PS          | 1 080        | 12,56        |             |             |
| 3                    | Pierre Allard*       |             | ADS         | 4 256        | 49,48        | 5 788       | 71,47       |
| 3                    | Sylvie Tuyeras       |             | PCF         | 4 256        | 49,48        | 5 788       | 71,47       |
| 4                    | Isabelle Dumeylet    |             | DVD         | 1 434        | 16,67        |             |             |
| 4                    | Pierre Nicolas       |             | DVD         | 1 434        | 16,67        |             |             |
|                      |                      |             |             |              |              |             |             |
| Inscrits             | Inscrits             | Inscrits    | Inscrits    | 15 370       | 100,00       | 15 371      | 100,00      |
| Abstentions          | Abstentions          | Abstentions | Abstentions | 6 210        | 40,4         | 6 296       | 40,96       |
| Votants              | Votants              | Votants     | Votants     | 9 160        | 59,6         | 9 075       | 59,04       |
| Blancs               | Blancs               | Blancs      | Blancs      | 324          | 3,54         | 576         | 6,35        |
| Nuls                 | Nuls                 | Nuls        | Nuls        | 235          | 2,57         | 401         | 4,42        |
| Exprimés             | Exprimés             | Exprimés    | Exprimés    | 8 601        | 93,9         | 8 098       | 89,23       |
| * conseiller sortant |                      |             |             |              |              |             |             |

### Canton de Saint-Léonard-de-Noblat
| Candidats   | Candidats                      | Partis      | Partis      | Premier tour | Premier tour | Second tour | Second tour |
| Candidats   | Candidats                      | Partis      | Partis      | Voix         | %            | Voix        | %           |
| ----------- | ------------------------------ | ----------- | ----------- | ------------ | ------------ | ----------- | ----------- |
| 1           | Stéphane Le Costoëc            |             | FN          | 1 721        | 24,63        | 2 330       | 35,58       |
| 1           | Martine Menot                  |             | FN          | 1 721        | 24,63        | 2 330       | 35,58       |
| 2           | Valérie Giroir                 |             | DVD         | 1 581        | 22,63        |             |             |
| 2           | Bernard Goupy                  |             | UDI         | 1 581        | 22,63        |             |             |
| 3           | Christelle Aupetit-Berthelemot |             | DVG         | 2 717        | 38,89        | 4 219       | 64,42       |
| 3           | Jean-Claude Leblois            |             | PS          | 2 717        | 38,89        | 4 219       | 64,42       |
| 4           | Patricia Boulay                |             | FdG         | 968          | 13,85        |             |             |
| 4           | Pascal Revelon                 |             | FdG         | 968          | 13,85        |             |             |
|             |                                |             |             |              |              |             |             |
| Inscrits    | Inscrits                       | Inscrits    | Inscrits    | 12 861       | 100,00       | 12 861      | 100,00      |
| Abstentions | Abstentions                    | Abstentions | Abstentions | 5 401        | 42           | 5 248       | 40,81       |
| Votants     | Votants                        | Votants     | Votants     | 7 460        | 58           | 7 613       | 59,19       |
| Blancs      | Blancs                         | Blancs      | Blancs      | 247          | 3,31         | 671         | 8,81        |
| Nuls        | Nuls                           | Nuls        | Nuls        | 226          | 3,03         | 393         | 5,16        |
| Exprimés    | Exprimés                       | Exprimés    | Exprimés    | 6 987        | 93,66        | 6 549       | 86,02       |

### Canton de Saint-Yrieix-la-Perche
| Candidats   | Candidats            | Partis      | Partis      | Premier tour | Premier tour | Second tour | Second tour |
| Candidats   | Candidats            | Partis      | Partis      | Voix         | %            | Voix        | %           |
| ----------- | -------------------- | ----------- | ----------- | ------------ | ------------ | ----------- | ----------- |
| 1           | Sabine Cathelain     |             | DLF         | 332          | 3,65         |             |             |
| 1           | Jean-Paul Lamoure    |             | DLF         | 332          | 3,65         |             |             |
| 2           | Catherine Chort      |             | FG          | 1 006        | 11,06        |             |             |
| 2           | William Colas        |             | FG          | 1 006        | 11,06        |             |             |
| 3           | Stéphane Delautrette |             | PS          | 4 090        | 44,95        | 5 877       | 68,58       |
| 3           | Monique Plazzi       |             | PS          | 4 090        | 44,95        | 5 877       | 68,58       |
| 4           | Amélie Chatenet      |             | FN          | 1 939        | 21,31        | 2 692       | 31,42       |
| 4           | David Morel          |             | FN          | 1 939        | 21,31        | 2 692       | 31,42       |
| 5           | Michel Andrieux      |             | UDI         | 1 732        | 19,04        |             |             |
| 5           | Béatrice de Tienda   |             | UDI         | 1 732        | 19,04        |             |             |
|             |                      |             |             |              |              |             |             |
| Inscrits    | Inscrits             | Inscrits    | Inscrits    | 16 344       | 100,00       | 16 345      | 100,00      |
| Abstentions | Abstentions          | Abstentions | Abstentions | 6 484        | 39,67        | 6 321       | 38,67       |
| Votants     | Votants              | Votants     | Votants     | 9 860        | 60,33        | 10 024      | 61,33       |
| Blancs      | Blancs               | Blancs      | Blancs      | 382          | 3,87         | 828         | 8,26        |
| Nuls        | Nuls                 | Nuls        | Nuls        | 379          | 3,84         | 627         | 6,25        |
| Exprimés    | Exprimés             | Exprimés    | Exprimés    | 9 099        | 92,28        | 8 569       | 85,48       |